# Martin Lundgaard Hansen
Martin Lundgaard Hansen (født 11. oktober 1972) er en tidligere badmintonspiller fra Danmark. 

## Badmintonkarriere
Han startede sin karriere inden for badminton som singlespiller og konkurrerede ved verdensmesterskabet i 1993. Men efterhånden som årene gik, valgte han at spille double. Sammen med Lars Paaske blev han doublemester ved Denmark Open 1999, 2001. Senere skiltes de to, og Lundgaard spillede derpå sammen med Jens Eriksen.

### OL
I 2000 deltog han og Paaske i de olympiske lege i Sydney; de nåede her anden runde. Ved OL 2004 i Athen spillede han sammen med Jens Eriksen, og de nåede semifinalen, som de tabte til et sydkoreansk par, hvorpå de tabte kampen om bronze til et indonesisk par. Ved OL 2008 tabte Lundgaard og Eriksen i første runde til et kinesisk par.